# Denis Bolori
Denis Bolori est un horloger établi à Troyes dans la première moitié du XVIe siècle. Une tradition locale en fait à la fois l'un des pionniers de l'aviation et l'une des premières victimes d'accident aérien.

## Biographie
Denis Bolori est un horloger d'origine italienne installé à Troyes vers 1515. L'horloge de l'église de Rigny-le-Ferron, datée de 1530, porte son nom. Par la suite, sa famille fournit des horlogers à la ville jusqu'au début du XVIIIe siècle.
Une tradition locale affirme qu'en 1536, il construisit un engin volant à ailes articulées, sur le modèle des oiseaux, avec lequel il s'élança du haut de la tour de la cathédrale Saint-Pierre-et-Saint-Paul de Troyes, soit d'une hauteur d'environ 60 mètres. Il réussit à se propulser et à planer sur une distance de plus d'un kilomètre vers l'est ; à la suite de la rupture d'un ressort, il s'écrasa, perdant la vie dans la prairie de Foissy, sur le secteur de Saint-Parres-aux-Tertres.
Malgré l'absence de certitude sur la véracité de son exploit, Denis Bolori est mentionné dans plusieurs ouvrages traitant des débuts de l'aviation,,,.